# دره دوم، استرالیای جنوبی
دره دوم (به انگلیسی: Second Valley) یک شهرک در استرالیا است که در استرالیای جنوبی واقع شده‌است.